# Государства Луны
«Иной свет, или государства и империи Луны» (фр. Histoire comique des États et Empires de la Lune) — утопический роман французского писателя Сирано де Бержерака, написанный в 1650 году и опубликованный в 1657 году. Спустя пять лет вышло его продолжение — роман «Иной свет, или государства и империи Солнца».

## Содержание
Сирано описывает от первого лица воображаемое путешествие на Луну и жизненный уклад тамошних аборигенов. Его роман — прежде всего философское произведение. Рассказывая о жизни на Луне, писатель раскрывает свою концепцию Вселенной и человека, высмеивает систему Птолемея, отрицает бессмертие души и издевается над верой в чудеса. В романе ощущается влияние идеологии либертинажа и прослеживаются идеи гностицизма, алхимии, теософии, натурфилософии, средневековых мистиков. Сирано де Бержерак опирается на традицию Лукиана, Рабле, утопии Томаса Мора и Кампанеллы.
Непосредственным предшественником Сирано в описании путешествий на Луну считается англичанин Фрэнсис Годвин, автор романа «Человек на Луне» (1638); главный герой Годвина, Доминик Гонсалес, вновь появляется на страницах «Государств и империи Луны».

## Значение
Свифт в «Путешествиях Гулливера» и Вольтер в «Микромегасе» многое позаимствовали у Сирано. По мнению Шарля Нодье, «„Микромегас“ написан гораздо лучше, чем „Путешествие на Луну“», но при этом Вольтер «не блещет ни ученостью Сирано, ни его самобытностью».
«Государства Луны» ставят в один ряд с «Утопией» Томаса Мора, «Городом Солнца» Томмазо Кампанеллы, «Новой Атлантидой» Фрэнсиса Бэкона. При этом Сирано фактически описывает «антиземлю» — явно невозможные для человечества реалии. Исследователи видят в этом кризис утопического жанра.